# Хорошки (Могилёвская область)
Хоро́шки (бел. Харо́шкі) — деревня в Могилёвском районе Могилёвской области Республики Беларусь. В составе Сухаревского сельсовета.

## География
Ближайшие населённые пункты Рики, Сухари и др.

## История
С 1909 года в Гладковской волости Чаусского уезда Могилёвской губернии.

## Население
- 2009 год — 93 жителей[3]

## Улицы
- Двужильного

## Достопримечательность
- Братская могила —  Историко-культурная ценность Республики Беларусь, шифр 513Д000502.

## Известные лица
- Романовский, Леонид (Леон) Викторович (1943— 2002) — белорусский художник, педагог.